# 労働組合法
労働組合法（ろうどうくみあいほう、昭和24年6月1日法律第174号）は、労働組合の規律等に関する法律である。
資本家に対抗するために労働力の集団的取引を確保するため、労働組合の結成を妨害することは不当労働行為等の条文によって保護され、合法的に労働組合の結成を妨害することは不可能な構造となっている。
終戦後の事態に対処し、労働者の団結権を保障しその地位の向上を図り経済の興隆に寄与せしめるため労働組合の健全なる発達を助成する等を狙いとして、第89回帝国議会に法案提出。議会での協賛を経て1945年（昭和20年）12月19日裁可、同年12月22日公布、翌年3月1日施行。当初は文語体の条文であったが、1949年（昭和24年）の全部改正の際に口語体に改められた。後に制定された労働関係調整法、労働基準法と合わせて労働三法と呼ばれる。

## 構成
- 第一章　総則（第1条―第4条）
- 第二章　労働組合（第5条―第13条の13）
- 第三章　労働協約（第14条―第18条）
- 第四章　労働委員会
  - 第一節　設置、任務及び所掌事務並びに組織等（第19条―第26条）
  - 第二節　不当労働行為事件の審査の手続（第27条―第27条の18）
  - 第三節　訴訟（第27条の19―第27条の21）
  - 第四節　雑則（第27条の22―第27条の26）
- 第五章　罰則（第28条―第33条）
- 附則

## 目的等
労働者が労働組合を組織する権利（団結権）は1926年（大正15年）以前は明治憲法第29条の実施法たる治安警察法第17条で一切認められず、労働争議調停法の施行により同条が廃止された後も大東亜戦争（太平洋戦争・第二次世界大戦）遂行に際して作られた言論、出版、集会、結社等臨時取締法により再び反故にされたが、日本国憲法（昭和憲法）制定の際に第28条で「犯すことのできない永久の権利」として保障されると定められ、その手続きや組合の具体的な権能等を定めるのが本法である。

## 定義
労働組合
ある特定の管理職が「監督的地位にある労働者」「使用者の利益を代表する者」であるかどうかを判断する場合には、「部長」「課長」などの名称にとらわれず、実質的に監督的地位にあるかどうか、使用者の利益を代表する者かどうか、個別的・具体的に判断する。当然、「監督的地位にある労働者」「使用者の利益を代表する者」の範囲は客観的なものであり、会社内で「管理職」とされていても法的に「利益代表者」に該当しなければ当該労働者らが結成する「管理職組合」も法適合組合となる（セメダイン事件、東京高判平成12年2月29日）。一般的には労使間の無用な争いを防止するため、その範囲を労働協約で明定することが多いが、「使用者の利益を代表する者」の範囲は、労働委員会のみがこれを有権的に決定する権限を持つのであって、当事者のこれに対する意見は、労働委員会の決定に対する参考資料たるに止まり、事実上当事者の合意は尊重されるであろうけれども、法律上労働委員会に対しては何等拘束力を有しない。従って、労働委員会により利益代表者の範囲の決定があったときは、当事者は協約条項の如何に拘らず、これに従わなくてはならない。協約条項と労働委員会の決定とが食い違った場合には、労働委員会の決定に従う旨を労働組合が確約し、立証しなければ、労働組合法及び労働関係調整法上の手続に参与し、救済を受することは出来ないから、労働協約もその範囲において制限を受ける。従って協約も出来れば早急に労働委員会の決定に従ってその条項を書き改めることが妥当である（昭和25年7月17日労働省労政局労働組合課長通知）。つまり、その範囲はあらかじめ決定されるものではなく、不当労働行為の認定、法人格の取得の場合等にその都度行われることとされている。労働基準法第41条でいう「監督若しくは管理の地位にある者又は機密の事務を取り扱う者」とは必ずしも一致しない。
「その他使用者の利益を代表する者」のうちには、会社警備の任にある守衛も含まれるが（昭和24年8月8日労収第5553号）、名称は守衛であっても、従業員に対する取締的権限を有せず、その職務の内容が単に外来者の受付、施設の巡視等に止まる如きものは、一般に右に該当しないものと解する。その者が単に夜間における文書若しくは電話の収受又は戸締、火気等の見廻りの如き職務を行うにすぎないものであれば、「その他使用者の利益を代表する者」には該当しないものと解する（昭和31年6月19日労収第1045号）。
「最小限の広さの事務所の供与」とは、社会通念上必要最小限度の広さと考えられる事務所の供与のことをいい、当該事務所に社会通念上当然含まれると考えられる備品を必ずしも除外する趣旨ではないと解する。なお、但書の趣旨は、使用者が当然右の意味の事務所の供与をなすべき旨を定めているものではなく、これらのものを使用者が組合に供与しても不当労働行為とはならないという趣旨である（昭和33年6月9日労発第87号）。

一般的には労働組合は法に定められた組合の目的の範囲内に於て附帯的に営利事業を行い得る（昭和21年8月7日労発第442号）。労働者供給事業のみを目的とする労働組合は第2条でいう「自主的に労働条件の維持改善その他経済的地位の向上を図ることを主たる目的」とするとは認められないから本法の労働組合としての保護を受けることはできない（昭和23年6月3日労発第262号）。
「主として」政治運動・社会運動を目的とする団体が労働組合と認められないのであって、労働組合がその活動の一部として政治運動・社会運動をすることは差支えない（三井美唄労組事件、最判昭和43年12月4日）。第4号に該当しない限り、偶々、組合運動の一環として選挙運動をするために政治資金規正法による届出をしても、それをもって労働組合たる本質を失ったものとはいえず従って労働組合法の適用をうけることに変りはない（昭和25年8月16日労収第5603号）。
労働者
労働基準法第9条では、「労働者」とは、「職業の種類を問わず、事業又は事務所に使用される者で賃金を支払われるものをいう」とされ、契約上において、請負、委任とされている者についても、実態として雇用契約が締結されていると認められること、つまり実質的な「使用従属関係の有無」で判断されるが、労働組合法第3条では労働基準法とは異なり「使用される者」という要件が課されていない。労働基準法が、法が定める労働条件による保護を受ける対象を確定するための概念と解されるのに対し、労働組合法では労働組合を組織し集団的な交渉を通じた保護が図られるべき者が幅広く含まれると解される。したがって労働組合法上の「労働者」には失業者も含まれるものとされ（昭和23年6月5日労発262号）、また勤務時間の管理を受けず時間的・内容的に自由に業務遂行を行う者も含まれうる。具体的に労働組合法上の「労働者」かを判断するには、「業務組織への組み入れ」「契約内容の一方的・定型的決定」「報酬の労務対価性」をもとに、「業務の依頼に応ずべき関係」「広い意味での指揮監督下の労務提供、一定の時間的場所的拘束」を合わせて総合判断する。ただし、「顕著な事業者性」が認められる場合は、労働者性が否定され得る。
- 労働組合制度は、労働関係における労働者の地位の向上等を目的とするものであって、労働者たる限り当然にこれに加入し、その代表者たる地位に就し得るものであるから、未成年者といえども法定代理人の同意を得て労働契約を締結し労働者たる地位を有するものである限り、その自由意志により、有効に労働組合に加入し、その代表者たる地位に就くことができる（昭和32年9月4日法務省民事甲第1663号）。未成年者である労働組合員が、労働組合の代表者たる地位に就任した場合、当該未成年者は、労働組合の代表者として訴訟行為をなしうる（昭和32年8月29日法務省訟行甲第9433号）。

## 労働組合
労働組合は国家による規制から自由に結成できるのがILO87号条約（日本も批准）の原則であるが、日本では第5条に定める手続き（資格審査）を経なければ法の保護を受けられない。
- なお、第5条1項但書の「個々の労働者に対する保護」とは、救済をも含むものであるがここにいう「第7条第1号の規定に基く」とは、必ずしも個々の労働者の保護を第7条第1号に限定する趣旨ではなく、注意的に書き加えたのに止り、第7条第3号に関しても個々の労働者に対する救済が与えられる。この場合、使用者に対する支払中止命令が当該団体を構成する個々の労働者が労働組合を結成する（所属団体を労働組合たらしめることを含む。）ことを妨害する使用者の不当労働行為の排除命令たる救済になるわけである（昭和24年10月3日労収第7384号）。

- 会社従業員に非ざる者をも、その構成員として包含する労働組合であっても、その代表者は第6条の規定により当該会社の従業員たる組合員のために会社と交渉する権限を有するものであって、第7条2号の適用については、右の代表者が、たまたま解雇された者である場合、他に特別の理由の存在しない限り、その「労働者の代表者」自身が従業員でないということのみでは、会社がこれとの交渉を拒否する「正当な理由」とはならないものと解する（昭和29年1月29日労発第3号）。

「事務所は何々工場におく」という如く会社の承諾を得る前に規約で一方的に使用者の建物内に事務所をおく旨を記載することは望ましくない（昭和24年6月9日発労第33号）。
第4号は、何人もいかなる場合においても、人種、宗教その他一定事由によって組合に加入する権利がないものとされ、又は組合員たる身分を失うことはない旨を規定することを定めたものであって、差別待遇をうけない旨の規定が現に組合員である者だけに関するものであっては、法に十分適合したものとは云い難い（昭和30年10月19日広島県民生労働部長あて労働省労働法規課長通知）。
「単位労働組合」とは、本部、支部、分会、班その他名称の如何にかかわらず、第2条の労働組合たる社団的実体を有するもの（即ち労働者が主体となって自主的に労働条件の維持改善その他経済的地位の向上を図ることを主たる目的として組織され、その為の自己の規約をもち、これに従って独自の意思決定をなし且つこれを執行する機関とこれを行うにたる会計をもつた団体であって、同条但書の各号に該当しないもの）であって、労働組合をその構成員としないものをいい、連合団体とはこれらの単位労働組合を構成団体とする労働組合であって地評、支部その他名称の如何にかかわらない。この場合、単位労働組合と連合団体たる労働組合との区別には、交渉相手方の如何に関係がなく、もっぱらその労働者の団体の自主的決定にまつべき問題である（昭和24年10月11日労発第400号）。
役員選挙規則において、協約に定められた争議不参加者の役員被選挙権を排除する旨の規定を設けることは、たとえそれが組合活動の円滑な運営を確保するという考慮に基くにせよ、そのことは単に争議の場合にのみ関する一時的の事柄であつて、而もこのような事柄は、組合運営上、他の方法によっても回避し得ないわけではないから、右の如き考慮から直ちに組合員の基本的権利の一たる役員被選挙権を奪うことは、相当な理由があるものとは認められず、従って第3号に抵触するものと解する（昭和30年9月15日宮崎県民生労働部長あて労働省労政局労働法規課長通知）。
役員の立候補者の数が役員の定員を超過しない場合に、直接無記名投票による選挙を行うことなく立候補者が役員となることは、立候補が充分民主的且つ自由に行われているものである限り差支えないものと解する（昭和25年1月23日労収第397号）。役員中所謂三役（組合長、副組合長、書記長）選挙に当り三役を執行委員の互選とする規約の規定については互選を行う執行委員の選挙方法が法の要件を充足している場合には差支えない（昭和26年2月16日労発第627号）。規約中、「役員の任期を一年とし、再選を妨げない」とあるところ、これに「但し、正副委員長、書記長、会計及び監事の同一役名にて引続き連続四選はできない。」旨を附加して規定することは、法に抵触しない（昭和27年2月26日労収第9311号）。
労働組合法にいう労働組合が議決機関の存在を必要とすることは、社団たるの本質上当然である（昭和22年10月7日労発第63号）。
代議員制度を採っている場合には、「総会」とはその代議員制度による大会を指し、全組合員により構成されるものでなくてもよい（昭和29年4月21日労発126号）。なお、全国的規模をもたない単位組合については5，9の定めによらなければならないものとされ、代議員制度は適用されないことになっている。
信託会社は、会計監査を業としていとなむ資格を法律上認められたものであって、労組法上の「職業的に資格がある会計監査人」に該当すると解する（昭和24年11月5日労収第9165号、昭和42年8月18日各都道府県労働主管部長あて労働省労政局労働法規課長通知）。公認会計士がなした組合会計の監査又は証明は、法律上無効でない限り、「職業的に資格がある会計監査人による正確であることの証明書」とみなされる。公認会計士が公認会計士法の制限に反して財務書類の監査又は証明をした場合であっても、その監査、証明は無効とならず、ただ当事者がその信憑性を争い得るに止まるのであって、その監査、証明を信憑するか否かは当事者の問題である（昭和25年3月13日労収第516号、昭和42年8月18日各都道府県労働主管部長あて労働省労政局労働法規課長通知）。
労働組合は、法人たる場合に限り、組合名義で使用者の株を所有し得る。労働組合が会社の資本の所定の割合以上の株を所有する場合少数株主権を有すること、及び利益配当を受け得ることは当然である（昭和23年4月5日労働省労政課長通知）。
法令により争議行為を禁止されている労働組合は、その規約に第8号の規定を設ける必要はない。又規約に争議行為を行わない旨の規定をもつ労働組合は、その規定が第8号の規定に代るものであって、別に同号の如き規定を設ける必要はない（昭和24年8月8日労発第317号）。
労働組合の規約中に、同盟罷業を開始するか否かを決定する権限を、労働争議の具体的発生をみない中に、予め組合員又は代議員の直接無記名投票の過半数による決定に基いて中央執行委員会等に包括委任することができる旨の規定をおくことは、第8号の違反となるが、組合の規約が第8号に適合している場合、組合大会の決議、執行部の措置等がこの組合規約に違反しているか否かを判断し、組合規約に違反すると判断した場合、その是正を求めるのは、組合員自らの問題である（昭和25年3月15日労収第895号）。
役員の選挙、同盟罷業開始の決定、又は規約改正における組合員の直接無記名投票は、必ずしも総会において行う必要がなく、一定の投票所を設け、一定の期間内に直接無記名投票をすることができるのであって、三交替制を実施する工場、事業場の単位組合においても、組合員が夫々この期間内に投票所において直接無記名投票をすることができる（昭和24年9月22日労収第7387号）。

### 法人である労働組合
この規定による登記には、以下の事項を掲げなければならない（施行令第3条）。
1. 名称
2. 主たる事務所の所在場所[6]
3. 目的及び事業
4. 代表者の氏名及び住所
5. 解散事由を定めたときはその事由

### 免責

#### 刑事免責
- 「暴力の行使」を禁止する旨の規定は、これは当然のことを念の為に規定したものであるから、いやしくも職権の濫用を来し、健全なる労働組合運動の弾圧に陥るがごときことのないよう、その趣旨を充分末端機関にまで徹底し、検察庁、警察官署等と緊密な連絡をとり誤解のないように努力されたい（昭和24年6月9日発労第33号）。
- 「暴力の行使」とは、例えば暴行、傷害、器物毀棄等に該当する行為、即ち、生命、身体、自由若しくは財物等に対する不法な有形力の行使又は不法な実力の行使をいう。なお、業務妨害罪に規定する「威力」は、暴力より遙かに広い概念であるが、単なる労働組合の団結自体は業務妨害罪の「威力」に該当しないから、暴力のような行き過ぎを伴わない同盟罷業については、業務妨害罪の規定は適用されない。第1条2項は、暴力の行使に含まれないものであっても例えば民事訴訟の仮処分命令等裁判所の執行に反対する行為等は正当な行為とは解釈されず、現行刑罰法規に該当する限り処罰から免れるものではない。又例えば脅迫等の如き暴力に含まれるか否か疑がある行為、又は暴力の行使には含まれないが、これに準ずるような性質の行為は、暴力の行使でなくても不当な行為であることには疑がない。この外にも暴力の行使以外の行為であって労働組合の正当でない行為があることは勿論であって、第1条2項は不当な行為を「暴力の行使」のみに限定するものではない（昭和24年8月8日労発第317号）。
- 第2条に該当しない労働者の団体に対しては、第1条2項の規定は適用されないことは当然であるが、かかる団体の行為についても、直接刑法第35条の規定により処罰から免れることがありうる（昭和24年8月8日労発第317号）。

#### 民事免責
- 第8条の規定は、労組法上の労働組合以外の労働者の団体に対して適用がないことは勿論であるが、民事上の損害賠償責任を生ずる不法行為又は債務不履行の成立には、違法性があり、又は債務の本旨に反することを要件とするのであって、労組法上の労働組合以外の労働者の団体の行為についても、第8条の規定の類推によって違法性なく、又は債務の本旨に反せざるものとして不法行為又は債務不履行の成立なきものとせられ、損害賠償の責任を生じないことがありうる（昭和24年8月8日労発第317号）。

### 解散
労働組合は、以下各項の事由によって解散する（第10条）。
1. 規約で定めた解散事由の発生
2. 組合員又は構成団体の4分の3以上の多数による総会の決議[8]

## 労働委員会
労働委員会とは、国家行政組織法第3条・地方自治法第180条の5に基づき設置される委員会（行政委員会）である。
ILO144号条約（日本も批准）の「公労使三者構成の原則」を本法でも採用することを宣言している。
労働委員会は、本法及び労働関係調整法に規定する権限を独立して行うものとする（施行令第16条）。
中労委と都道府県労委はそれぞれ相互に独立の機関であるが、中労委は都道府県労委の処分に対して再審査をなす権限があることから、この限度で上下関係がある。
委員の任期は、中労委・都道府県労委とも2年であり、再任を妨げない。補欠の委員の任期は、前任者の残任期間とする（第19条の5第1項、第19条の12第6項）。禁錮以上の刑に処せられ、その執行を終わるまで、又は執行を受けることがなくなるまでの者は、委員となることができない（第19条の4第1項、第19条の12第6項）。
委員は、非常勤であるが、公益委員のうち2人以内は、常勤とすることができる（第19条の3第6項）。
中央労働委員会では3年ごとに公益委員による会議で目標を定めていて、2014年（平成26年）以降、中央労働委員会に申立てがあった不当労働行為審査事件については、1年3ヶ月以内のできるだけ短い期間内に終結させることを目標とすることとし、2020年（令和2年）以降の3年間についても同様とすることとなった。都道府県労働委員会に申立てがあった不当労働行為審査事件については、1年~1年6ヶ月以内のできるだけ短い期間内に終結させることを目標としている。

### 中央労働委員会

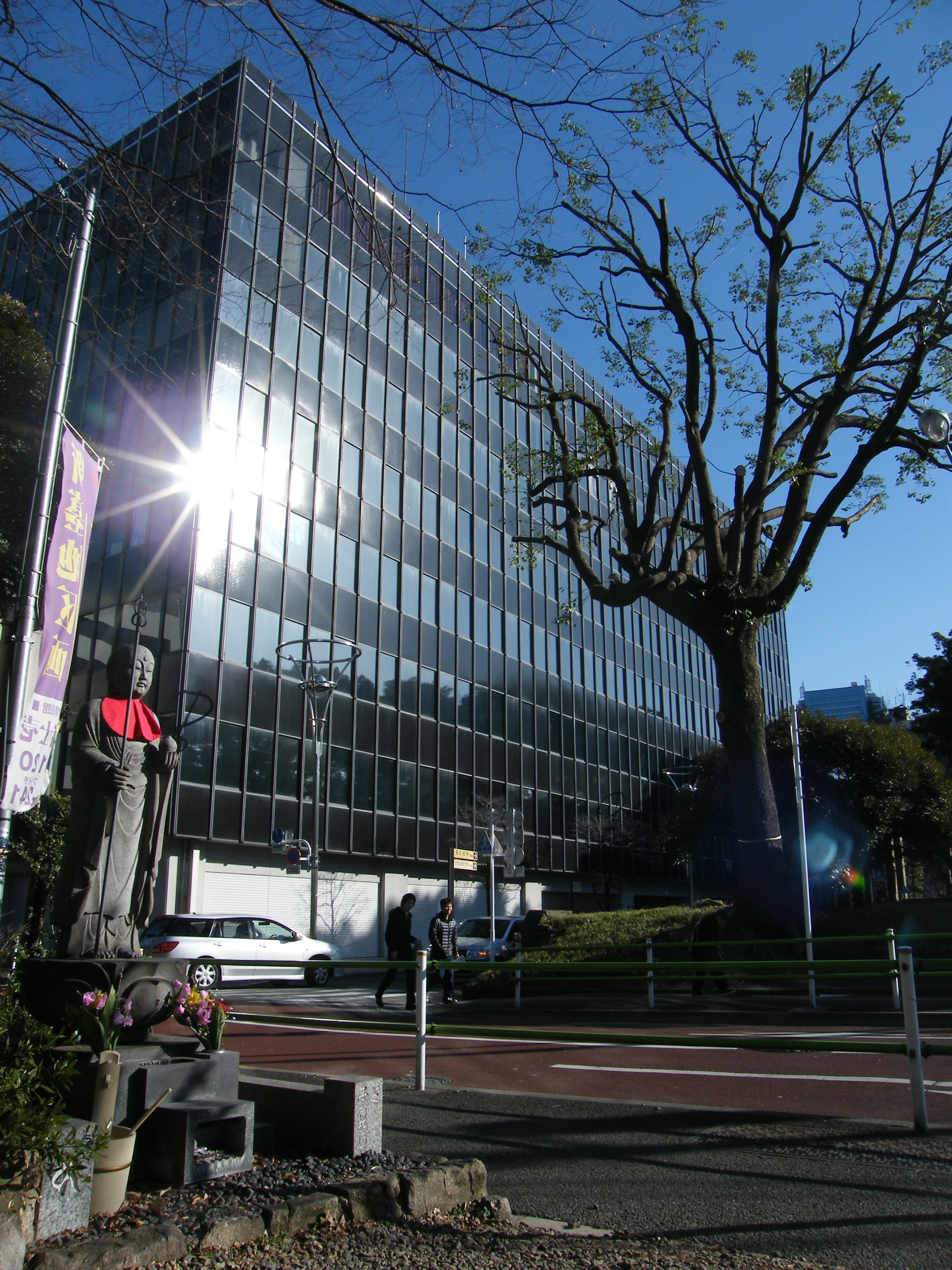
中央労働委員会（東京港区芝公園）

### 船員労働委員会
2008年9月までは、船員法の適用を受ける船員については船員中央労働委員会及び船員地方労働委員会が設けられていたが（改正前の第19条2項、第19条の13）、法改正により廃止された。

## 適用除外
法制定時は第4条において、地方公共団体の警察吏員・消防吏員の団体結成、加入を禁止する旨の規定があった。
国家公務員については、旧法時代から本法の適用が除外されていて（国家公務員法附則16条）、地方公務員については、1950年（昭和25年）の地方公務員法成立により一般職の地方公務員が適用除外となり（地方公務員法58条1項）、第4条は削除された。なお地方公務員法52条5項は、「警察職員及び消防職員は、職員の勤務条件の維持改善を図ることを目的とし、かつ、地方公共団体の当局と交渉する団体を結成し、又はこれに加入してはならない。」とし、第4条の規定を引き継いでいる。